# Spongodes multispina
Spongodes multispina är en korallart som först beskrevs av Verseveldt 1966.  Spongodes multispina ingår i släktet Spongodes och familjen Nephtheidae. Inga underarter finns listade i Catalogue of Life.